# 魚沼市の歴史
ここでは魚沼市の歴史（うおぬましのれきし）について扱う。

## 江戸時代まで
- 13世紀 - 大湯温泉（湯之谷温泉郷）が開湯。
- 1248年または1259年 - 宝蔵寺開山。
- 戦国時代 - 上杉氏の所領となる。
- 1578年 - 御館の乱。三国越えをした北条氏政が板木城（堀ノ内、小出）を攻撃。
- 1597年 - 検地が行われる（堀家が行った片貝村付近の検地帳が残る）。
- 1599年-1601年 - 上杉遺民一揆。三俣城（薮神）などが拠点となる。
- 1614年 - 小出、湯ノ谷にて銀山の開発が進む。
- 1681年 - 川欠（魚野川氾濫?）が発生。小千谷陣屋が移転。
- 1732年 - 享保の大飢饉。蝗害が発生し、1733年に虫除けの祈祷が行われる。
- 1756年 - 飢饉の発生（小出の佐藤家に飢饉書上帳が残る）。
- 1783年 - 卯年の飢饉（天明の大飢饉）発生。
- 1834年 - 天保の大飢饉の影響が出る。1835年にかけて大雪。
- 1835年-1836年 - 天保の飢饉のピーク（広神の関矢家が700人に対して施粥を行う）。

## 明治年間
- 1875年1月 - 公立小出島校（現在の小出小学校の前身）開学。
- 1877年 - 三国街道が国道一等に指定。後に国道8号に昇格するものの新潟・群馬県境区間の荒廃により格下げ。
- 1875年 - 堀之内警察所（後に小出警察署）が発足。
- 1879年4月9日 - 郡区制施行。魚沼郡を北・南・中の3郡となる。北魚沼郡役所が小千谷に置かれる。
- 1889年4月1日 - 町村制施行により北魚沼郡内に小出町村、青島村、佐梨村、島町村、堀之内村、城下村、宇賀地村、田川入村、湯ノ谷村、八箇村、藪神村、羽川村、下条村、中条村、小平尾村、須原村、広瀬村、上条村、高根村、入広瀬村が成立。南魚沼郡内に伊米ヶ崎村が成立。
- 1893年4月1日 - 高根村が分割され、横根地区が入広瀬村に編入合併し、高倉地区が高倉村となる。
- 1896年7月19日 - 熱帯性低気圧が通過したことによる集中豪雨（横田切れと呼ばれる出水）。魚野川沿いで被害多数。
- 1896年8月14日 - 小出村と青島村が合併して小出町となる。
- 1901年11月1日 - 小出町、佐梨村、島町村の一部（四日町地区）が合併して小出町となる。島町村の残部（中島・中島新田地区）は藪神村、羽川村と合併して藪神村となる。堀之内村、城下村、宇賀地村が合併して堀之内村となる。湯ノ谷村と八箇村が合併して湯之谷村となる。須原村と広瀬村が合併して須原村となる。上条村と高倉村が合併して上条村となる。下条村、中条村、小平尾村が合併して広瀬村となる。

## 大正年間
- 1922年8月1日 - 上越線（当時は上越北線）延伸。堀之内村に初めて越後堀之内駅が開業。
- 1923年9月1日 - 上越線延伸。小出町に初めて小出駅が開業（全線開通は1931年9月1日）。
- 1924年12月13日 - 魚沼共済病院（後の新潟県立小出病院、現魚沼市立小出病院）が開院。
- 1926年4月1日 - 堀之内村、田川入村が合併して堀之内村となる。同年11月10日には、町制施行して堀之内町となる。

## 昭和年間

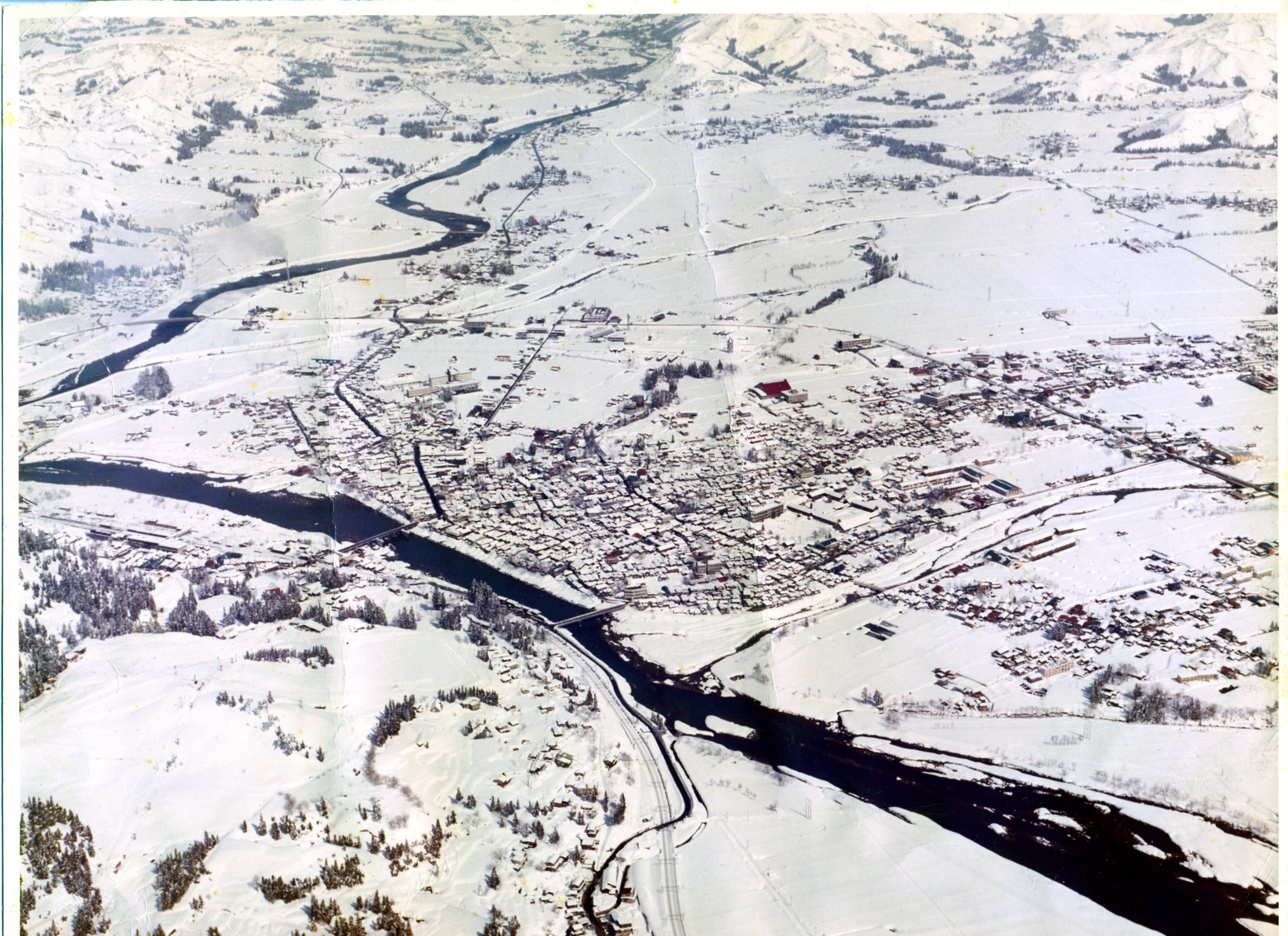
1972年~1975年の冬に撮影された航空写真

- 1927年2月10日 - 入広瀬村大白川で雪崩が発生。死者6名、負傷者1名、倒壊家屋1戸。
- 1927年 - 低気圧による集中豪雨。魚野川、破間川流域が冠水。
- 1934年 - 小出町内で日本初の流雪溝整備が始まる。
- 1934年7月10日 - 集中豪雨により破間川が大洪水。
- 1935年9月25日 - 魚野川増水。
- 1940年1月26日 - 湯之谷村葎沢で雪崩が発生。死者6名。
- 1942年11月1日 - 只見線延伸。広瀬村に越後広瀬駅開業、守門村に越後須原駅開業、入広瀬村に入広瀬駅、大白川駅開業（全線開通は1971年8月29日）。
- 1948年6月2日 - 新潟県立小千谷高等学校小出分校（現新潟県立小出高等学校）開校。
- 1948年9月16日 - アイオン台風豪雨により魚野川が大洪水。
- 1949年 - 広神村と山古志村を結ぶ中山トンネルが完成（着工は1933年）。2006年、日本最長の手掘りトンネルとしての重要性が認められ、土木学会選奨土木遺産に指定。
- 1950年4月1日 - 小出町に南魚沼郡伊米ヶ崎村の干溝地区が編入。
- 1951年10月1日 - 只見線に駅新設。藪神村に藪神駅開業。
- 1952年12月4日 - 旧国道9号が国道17号に昇格（県境の三国トンネルの完成が確実になったため）
- 1953年1月19日 - 小出スキー場開業。
- 1953年4月1日 - 新潟県立小出准看護学院が設置される（1982年まで）
- 1953年9月18日 - 熱帯性低気圧の通過に伴う集中豪雨。小出町の柳生橋付近が冠水。橋梁の一部が流失。
- 1954年5月1日 - 小出町に南魚沼郡伊米ヶ崎村の残部が編入。
- 1955年3月30日 - 藪神村と広瀬村が合併し、広神村となる。
- 1956年9月30日 - 須原村と上条村が合併して守門村となる。
- 1956年10月1日 - 古志郡山古志村から芋川地区が広神村に編入される。
- 1958年 - 入広瀬村に黒又川第一ダムが完成。
- 1960年7月13日 - 魚野川上流域で集中豪雨（小出町で日雨量306mm）、小出町内の多くの民家が冠水[1]。柳生橋が流失。
- 1960年 - 湯之谷村で建設が進められていた奥只見ダムが竣工。
- 1961年9月16日 - 第2室戸台風による集中豪雨。守門村に災害救助法発令。全壊69戸、小半壊787戸。
- 1961年 - 小出町を中心に魚野川の河川改修工事が開始。魚野川の狭窄部解消を図る（多くの災害を経て1993年に完成）。
- 1961年12月29日 - 小出スキー場のリフト・ナイター設備完成。
- 1963年12月20日 - 守門村の須原スキー場が完成。
- 1964年 - 堀之内橋（国道17号）が完成
- 1964年7月3日 - 集中豪雨により破間川流域が氾濫。堤防の決壊により家屋191戸が浸水。
- 1965年4月1日 - 一般国道252号が指定（六十里越トンネルなどの完成を経て1973年に全通）。
- 1967年4月1日 - 小出町、湯之谷村が一部事務組合の小出郷消防（現在の魚沼市消防本部）・衛生施設組合を設立。後に堀之内町、広神村、守門村、入広瀬村が合流。後の魚沼市形成のきっかけの一つとなる。
- 1969年 - 広神村水沢新田で大規模な地すべりが発生。死者・不明8名、家屋埋没10戸[2]。
- 1969年8月11日 - 集中豪雨により上流の六日町、から魚野川に沿って小出町、堀之内町に被害。三国川ダム建設、魚野川河川改修計画のきっかけに。
- 1970年4月1日 - 一般国道291号が指定。
- 1971年 - 観光有料道路、奥只見シルバーラインが開通（1988年無料化）
- 1972年 - 権現堂スキー場開業（のちの越後アクシオムスキー場。広神村、守門村、民間会社が参画した第三セクターによる会社で運営、2001年に経営破綻し倒産）
- 1972年5月 - 小出郷消防本部庁舎（現在の魚沼市消防本部消防庁舎）竣工。
- 1972年10月 - 小出郷消防本部渋川出張所（現在の魚沼市消防本部渋川出張所）竣工。
- 1973年4月1日 - 新潟県立堀之内高等学校開校。
- 1973年5月15日 - 越後三山只見国定公園に指定。
- 1974年2月2日 - 守門村の目黒邸が国の重要文化財に指定。
- 1975年4月1日 - 一般国道352号が指定。
- 1975年 - 小出町の中心部と駅周辺を結ぶ小出橋が完成。
- 1976年4月18日 - 小出町四日町で大規模な地すべりが発生。駅前の民家を中心に[3]38世帯120人が避難。
- 1977年1月28日 - 守門村の佐藤家が国の重要文化財に指定。
- 1978年6月28日 - 梅雨前線の活発化により信濃川が川口町内で氾濫。氾濫水が上流へ逆流し、堀之内町と小出町へ避難勧告が出される。
- 1978年11月 - 入広瀬村役場庁舎（現在の魚沼市役所入広瀬庁舎）建設。
- 1978年 - 入広瀬村にて山の神トンネル(597.2m)が完成。浅草岳の登山が容易になる。
- 1979年7月 - 小出町役場庁舎（現在の魚沼市役所小出庁舎）建設。
- 1981年 - 雪崩が各地で発生。1月7日に守門村大倉にて死者8名、負傷者3名、倒壊家屋4戸。1月18日には湯之谷村下折立にて死者6名、負傷者7名、倒壊家屋1戸。
- 1981年8月23日 - 台風15号の通過に伴う集中豪雨。小出町内では魚野川の堤防が破堤し町内一帯が冠水、1,000戸以上が浸水。災害救助法の適用を受ける。堀之内町内でも魚野川の溢水した水で冠水する。
- 1982年11月15日 - 上越新幹線開業。上越線の優等列車が激減。
- 1982年12月2日 - 関越自動車道小出IC（現・魚沼IC） - 越後川口IC開通。
- 1983年6月 - 堀之内役場庁舎（現在の魚沼市役所堀之内庁舎）建設。
- 1983年10月26日 - 関越自動車道六日町IC - 小出IC（現・魚沼IC）開通（全線開通は1985年10月2日）。
- 1984年 - 新柳生橋完成。
- 1985年7月 - 守門村役場庁舎（現在の魚沼市役所守門庁舎）建設。
- 1986年 - 守門村にゆきくら館が完成（NEDOによる雪氷冷熱エネルギー活用事業）。
- 1987年7月 - 広神村役場庁舎（現在の魚沼市役所広神庁舎）建設。
- 1988年　- 入広瀬村で融雪期の出水による被害が発生。激甚災害の指定を受ける。

## 平成年間（魚沼市発足まで）

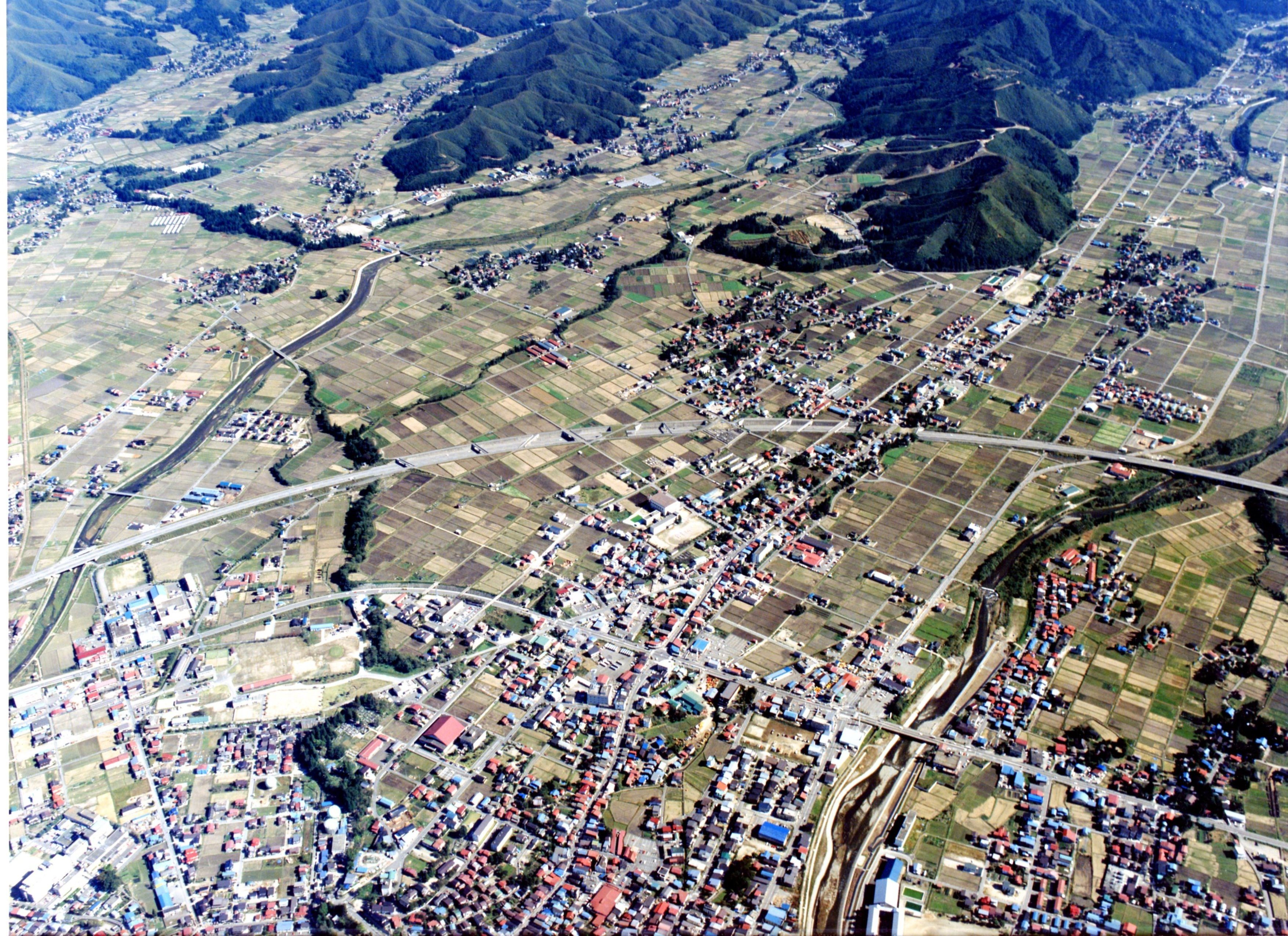
1990年10月01日に撮影された航空写真

- 1992年　- 入広瀬村で集中豪雨による被害が発生。激甚災害の指定を受ける。
- 1995年8月7日 - 堀之内IC供用開始。
- 1995年 - エコプラント小出郷が操業開始。
- 1998年12月 - 湯之谷村役場庁舎（現在の魚沼市役所湯之谷庁舎）建設。
- 1999年12月18日 - オートレース場　堀之内町場外車券売場「アレッグ越後」開場 （2003年3月31日営業終了。2008年取り壊し）
- 2000年3月1日 - JA小出、JA堀之内、JA藪神、JA守門、JA入広瀬が合併。JA北魚沼に。
- 2000年6月18日 - 入広瀬村の浅草岳で、行方不明者捜索活動中の警察官らが雪崩の直撃を受け4人死亡。
- 2001年7月10日 - 入広瀬村に新潟県立浅草山麓エコ・ミュージアムが落成。
- 2001年 - 広神村の広神ダム本体工事が着手。完成は2009年度予定。
- 2004年 - 市内循環バス試験運転
- 2004年7月13日 - 平成16年7月新潟・福島豪雨が発生。守門村、入広瀬村を中心に道路が決壊する被害が発生。
- 2004年10月23日 - 新潟県中越地震発生。後の魚沼市管内については死者5名、全壊75世帯、道路被害745カ所。
- 2004年11月1日 - 小出町、堀之内町、湯之谷村、広神村、守門村、入広瀬村が合併により魚沼市が誕生。

## 平成年間（魚沼市発足以降）
- 2006年2月1日 - JA北魚沼、JA湯之谷、JA広瀬、JA川口が合併。現在のJA北魚沼に。
- 2006年4月1日 - 旧堀之内町地域にて魚沼ケーブルテレビ開局。一部の難視聴地域が解消。
- 2007年8月30日 - 尾瀬国立公園が日光国立公園（1934年指定）から分離して指定される。
- 2008年 - 公共下水道事業が完成。
- 2009年8月 - 市営工業団地「水の郷工業団地」分譲開始[4]。
- 2017年6月1日 - マルコメが水の郷工業団地に進出することを決め、工場立地に関する協定書を市と締結した。マルコメの工場が長野県外に進出するのは初めて[5]。

## 令和
- 2024年（令和6年）4月26日 - 「日本サッカー協会100周年表彰（感謝表彰）」を受ける[6]。